# Большой Редю (Дондюшанский район)
Большой Редю также Редиул Маре (рум. Rediul Mare) — село в Дондюшанском районе Молдавии. Относится к сёлам, не образующим коммуну.

## История
Впервые упоминается в документах в 1743 году.

## География
На окраине села берёт начало река  Реут (рум. Răut). Через село проходит автострада европейского значения E583.
Село расположено на высоте 222 метра над уровнем моря.

## Население
По данным переписи населения 2004 года, в селе Большой Редю проживает 1150 человек (521 мужчина, 629 женщин).
Этнический состав села:
| Национальность | Число жителей | Процентный состав |
| -------------- | ------------- | ----------------- |
| молдаване      | 1113          | 96,78             |
| русские        | 14            | 1,22              |
| украинцы       | 12            | 1,04              |
| румыны         | 6             | 0,52              |
| гагаузы        | 3             | 0,26              |
| прочие         | 2             | 0,17              |
| Всего          | 1150          | 100 %             |

## Достопримечательности
- В селе находится парк площадью 10 га. Парк был создан в 1912—1914 годах по проекту И.В. Владиславского-Падалько. Границы парка обрамлены древесно-кустарниковыми насаждениями, а центральная его часть занята преимущественно открытыми пространственными полян. Основу насаждений парка образуют местные и акклиматизированные виды: ясень обыкновенный, берест, клён полевой, дуб черешчатый, акация белая и софора японская. Дендрологическая коллекция насчитывает 30 видов и форм деревьев и кустарников в т.ч. редко встречающиеся: одноместная форма ясеня обыкновенного и элегантная форма акации белой. В 1975 году парк объявлен государственным памятником паркового искусства и взят под охрану.